# Theologische Existenz heute

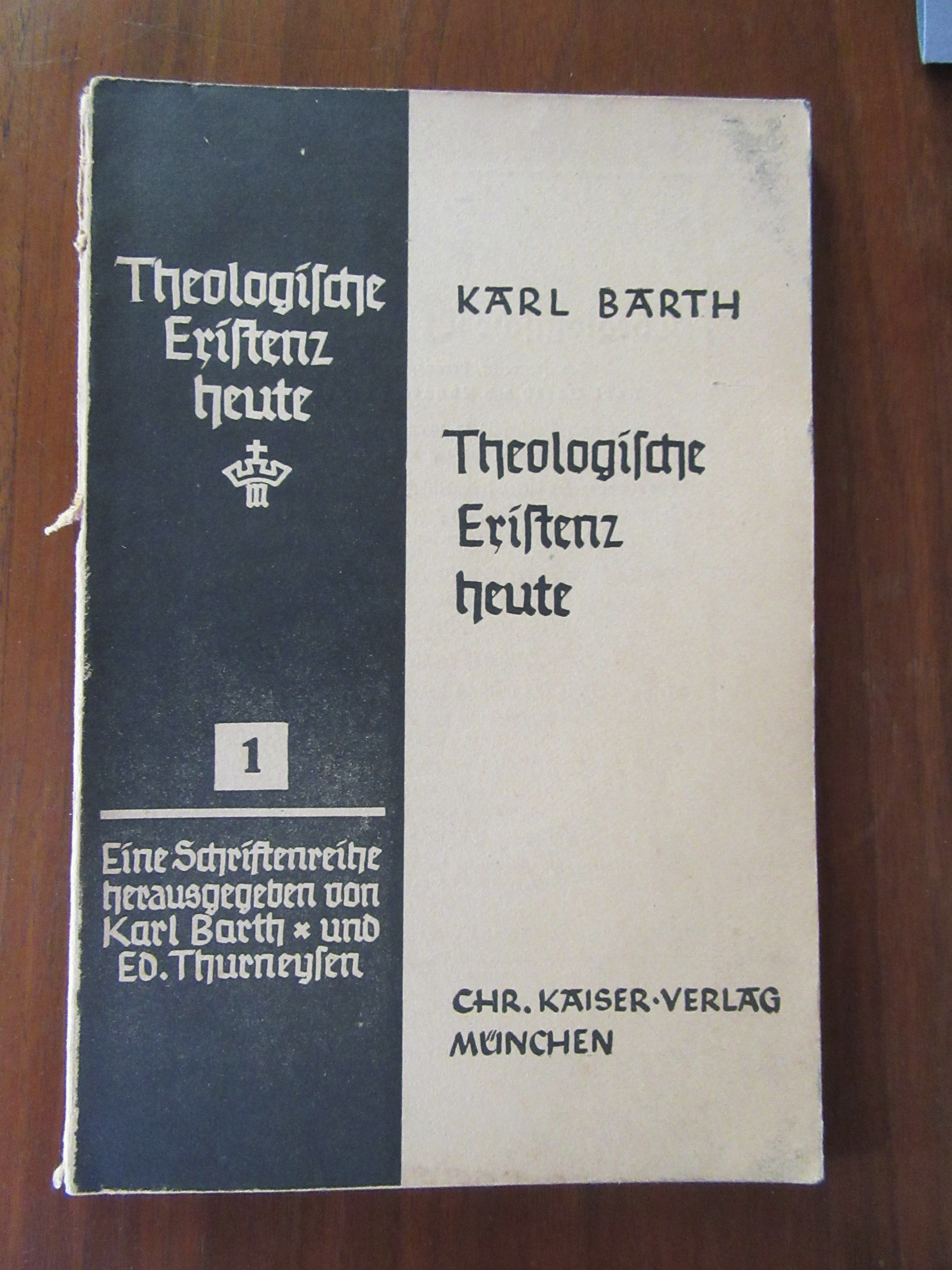
Theologische Existenz heute, Heft 1

Theologische Existenz heute war eine Schriftenreihe, die von 1933 bis 1941 im Christian Kaiser Verlag in München erschien. Sie wurde zuerst gemeinsam von Karl Barth und Eduard Thurneysen herausgegeben, dann von Eduard Thurneysen allein (ab Heft 47) und später von Karl Gerhard Steck (ab Heft 65).

## Zweck und Ziel
Das erste Heft erschien als „Beiheft Nr. 2“ der im Jahr 1933 beendeten Zeitschrift Zwischen den Zeiten. Darin schrieb Karl Barth:
„Das Entscheidende, was ich heute zu diesen Sorgen und Problemen zu sagen versuche, … besteht einfach darin, daß ich mich bemühe, hier in Bonn mit meinen Studenten … nach wie vor und als wäre nichts geschehen – vielleicht in leise erhöhtem Ton, aber ohne direkte Bezugnahme – Theologie und nur Theologie zu treiben.“
Zur immer wieder aufbrechenden Kritik äußerte sich Eduard Thurneysen 1938:
„Der Titel unserer Schriftenreihe wird von allerlei Übelwollenden und Uneinsichtigen hin und wieder zum Anlaß von Spott und Verleumdung genommen, so als ob zwischen theologischer und christlicher Existenz ein Gegensatz bestehe, und als ob jedenfalls bei uns alles nur auf eine bloße intellektuelle theologische Existenz hinauslaufe und nicht auf die wirklich unter unserm Herrn zu lebende christliche Existenz. Man kann solche generellen Anschuldigungen leicht erheben und man kann sie nur schwer widerlegen. Doch ist ein Anderer Richter über uns. Aber vielleicht darf doch die hier vorliegende Schrift in ihrer Weise auch ein Zeugnis dafür sein, daß es uns im Denken und im Leben (und beides hängt eng genug zusammen) auf den Gehorsam des Glaubens nicht weniger ankommt als Anderen.“

## Reihenfolge der Hefte
1933:
- 1 Karl Barth: Theologische Existenz heute![5]
- 2 Karl Barth: Für die Freiheit des Evangeliums
- 3 Karl Barth: Reformation als Entscheidung
- 4 Karl Barth: Lutherfeier 1933
- 5 Karl Barth: Die Kirche Jesu Christi

1934:
- 6 Ernst Wolf: Martin Luther. Das Evangelium und die Religion
- 7 Karl Barth: Gottes Wille und unsere Wünsche
- 8 Eduard Thurneysen: Die Kraft der Geringen. Drei Predigten
- 9 Karl Barth: Offenbarung, Kirche, Theologie
- 10 Karl Barth: Der gute Hirte
- 11 Max Lackmann: Herr, wohin sollen wir gehen? Ein Wort eines evangelischen Theologiestudenten an seine Kommilitonen
- 12 Karl Barth: Der Christ als Zeuge
- 13 Karl Barth: Der Dienst am Wort Gottes
- 14 Karl Barth: Nein! Antwort an Emil Brunner
- 15 Heinrich Vogel: Wer regiert die Kirche? Über Amt, Ordnung, Regiment der Kirche
- 16 Hans Asmussen: Kirche Augsburgischer Konfession!
- 17 Karl Barth: Drei Predigten

1935:
- 18 Peter Barth: Das Problem der natürlichen Theologie bei Calvin
- 19 Karl Barth: Vier Bibelstunden über Luk. 1
- 20 Edmund Schlink: Pflicht und Versuchung christlichen Bekennens
- 21 Eduard Thurneysen: Lebendige Gemeinde und Bekenntnis
- 22 Karl Barth: Vier Predigten
- 23 Heinrich Schlier: Das Schifflein der Kirche
- 24 Hans Asmussen: Barmen!
- 25 Karl Barth: Das Evangelium in der Gegenwart
- 26 Heinrich Vogel: Die Autorität des Richters und das Zeugnis der Kirche. Erläuterungen zur Einleitung der Konkordienformel für den gegenwärtigen Kriegszustand der Kirche
- 27 Karl Barth: Die Kirche und die Kirchen
- 28 Karl Barth: Die theologischen Voraussetzungen kirchlicher Gestaltung
- 29 Karl Barth: Das Bekenntnis der Reformation und unser Bekennen
- 30 Hermann Kutter: Die Stellung der Kirche in der Volksgemeinschaft
- 31 Hans Asmussen: Theologie und Kirchenleitung Johs. 15.3
- 32 Karl Barth: Evangelium und Gesetz
- 33 Eduard Thurneysen: Die Fülle in Jesus Christus
- 34 Alfred de Quervain: Das Gesetz Gottes. Die erste Tafel – Predigten
- 35 Heinrich Vogel: Das Wort und die Sakramente. Das Wort ward Fleisch (Evang. Joh. 1,14)

1936:
- 36 Heinrich Schlier: Die kirchliche Verantwortung des Theologiestudenten
- 37 Karl Barth: Calvin
- 38 Predigten aus Württemberg
- 39 Alfred de Quervain: Das Gesetz Gottes. Die zweite Tafel
- 40 Karl Stoevesandt: Wirklichkeit christlichen Lebens
- 41 Hans Asmussen: Gottesgebot und Menschengebot
- 42 Hans Hellbardt: Abrahams Lüge. Zum Verständnis von 1. Mose 12,10–20
- 43 Karl Barth: Calvinfeier 1936
- 44 Hermann Diem: Die Sichtbarkeit der Kirche
- 45 Alfred de Quervain Buße: Eine Auslegung von Daniel 9,4–19
- 46 Eduard Thurneysen: Die Bergpredigt
- 47 Karl Barth: Gottes Gnadenwahl

1937:
- 48 Wilhelm Vischer: Esther
- 49 Hans Asmussen: Sola Fide – das ist lutherisch! I
- 50 Hans Asmussen: Sola Fide – das ist lutherisch! II
- 51 Paul Frey / Rolf Eberhard: Gottesdienst
- 52 Hans Joachim Iwand: Von der Gemeinschaft christlichen Lebens. Zwei Reden zur Feier der Beichte und des Heiligen Abendmahls
- 53 Edmund Schlink: Gesetz und Evangelium. Ein Beitrag zum lutherischen Verständnis der 2. Barmer These

1938:
- 54 Georg Eichholz: Die Antwort der Kirche auf den Ruf Gottes
- 55 Oskar Hammelsbeck: Leben unter dem Wort als Fragen des kirchlichen Unterrichts (Laien-Mission)
- 56 Hans Asmussen: Die Einfalt und die Kirche
- 57 Eduard Thurneysen: Die Kirche in Luthers Auslegung des Glaubens
- 58 Alfred de Quervain: Der ewige König. Festpredigten
- 59 Edmund Schlink: Die Gemeinde Jesu Christi und die Anfechtung

1939:
- 60 Eduard Thurneysen: Kreuz und Wiederkunft Christi. Zwei Vorträge und ein Nachwort über „Rechtgläubigkeit und Frömmigkeit“
- 61 Dietrich Bonhoeffer: Gemeinsames Leben
- 62 Heinrich Vogel: Und führe uns nicht in Versuchung!
- 63 Hermann Diem: Ich glaube an den heiligen Geist … Drei Predigten über die Abschiedsreden Jesu
- 64 Hans Hellbardt: Das Bild Gottes. Eine Auslegung von II. Mose 32
- 65 Georg Eichholz: Die Verkündigung der Kirche an die Welt. Versuch einer Exegese des Prologs zum Johannesevangelium
- 66 Helmut Gollwitzer: „Wir dürfen hören …“. Predigten

1940:
- 67 Joachim Konrad: Von Sinn und Form der Verkündigung. Bemerkungen
- 68 Ewalt Quittschau: Von der Erhaltung der Welt. Ein katechetischer Versuch
- 69 Herbert Braun: Das Leiden Christi. Eine Bibelarbeit über den 1. Petrusbrief
- 70 Oskar Hammelsbeck: Die Straße der Heimkehrer. Der 23. Psalm und die Mahnung des Propheten Hosea an uns
- 71 Edo Osterloh: Gottes Gerechtigkeit und menschliches Recht im Alten Testament
- 72 Walter Kreck: Der Sieg Jesu Christi. Neun Predigten
- 73 Volkmar Herntrich: Das Loblied der Gemeinde. Psalmenpredigten
- 74 Oskar Hammelsbeck: Glaube und Bildung

1941:
- 75 H. J. Iwand: Glaubensgerechtigkeit nach Luthers Lehre
- 76 Aurel von Jüchen: Jesus und Pilatus. Eine Untersuchung über das Verhältnis von Gottesreich und Weltreich im Anschluß an Johannes 18, V. 28 – 19, V. 16
- 77 Helmut Gollwitzer: Jesu Tod und Auferstehung nach dem Bericht des Lukas